# Episodi di Z Cars (decima stagione)
La decima stagione della serie televisiva Z Cars è stata trasmessa in anteprima nel Regno Unito dalla BBC One tra il 5 gennaio e il 29 marzo 1976.
| nº | Titolo originale          | Titolo italiano | Prima TV UK      | Prima TV Italia |
| -- | ------------------------- | --------------- | ---------------- | --------------- |
| 1  | Guns                      |                 | 5 gennaio 1976   |                 |
| 2  | Manslaughter              |                 | 12 gennaio 1976  |                 |
| 3  | Prisoner                  |                 | 19 gennaio 1976  |                 |
| 4  | The Frighteners           |                 | 26 gennaio 1976  |                 |
| 5  | Contact                   |                 | 2 febbraio 1976  |                 |
| 6  | Kidnap                    |                 | 9 febbraio 1976  |                 |
| 7  | Say Goodbye to the Horses |                 | 16 febbraio 1976 |                 |
| 8  | A Preacher in Passing     |                 | 23 febbraio 1976 |                 |
| 9  | Nightwatch                |                 | 1 marzo 1976     |                 |
| 10 | Ringers                   |                 | 8 marzo 1976     |                 |
| 11 | Fairground                |                 | 15 marzo 1976    |                 |
| 12 | Hunch                     |                 | 22 marzo 1976    |                 |
| 13 | Scot Free                 |                 | 29 marzo 1976    |                 |